# بوليتكنك البحرين
بوليتكنك البحرين هي مؤسسة تعليم عالٍ مملوكة للحكومة وتقع في مملكة البحرين. تم تأسيسها من قبل الملك حمد بن عيسى آل خليفة بموجب المرسوم الملكي في يوليو 2008 وتعتبر مبادرة رئيسية للجنة تطوير التعليم والتدريب ضمن رؤية مملكة البحرين عام 2030. بوليتكنك البحرين تقدم برامج تطبيقية تتراوح من الدبلوم إلى البكالوريوس تهدف إلى اعداد خريجيها للعمل على مستوى عال من المهنية والقدرة على ريادة الأعمال.

## التأسيس
تم تأسيس بوليتكنك البحرين بموجب المرسوم الملكي رقم 65 لسنة 2008 من قبل الملك حمد بن عيسى آل خليفة ملك مملكة البحرين.

## الافتتاح الرسمي
حضر حفل الافتتاح الرسمي لبوليتكنك البحرين في 30 نوفمبر 2008 الأمير سلمان بن حمد آل خليفة ولي العهد رئيس مجلس التنمية الاقتصادية. كما حضر حفل الافتتاح كل من نائب رئيس وزراء البحرين ورئيس لجنة التدريب والتعليم الشيخ محمد بن مبارك آل خليفة والوزراء وأعضاء آخرين في الحكومة ومجلس مشروع إصلاح التعليم.
قام نائب رئيس الوزراء الشيخ محمد بزيارة لمقر بوليتكنك البحرين في يونيو 2008 لتفقد الخطوات المتخذة وتمهيد الطريق للافتتاح الرسمي في وقت لاحق من ذلك العام.

## مجلس الأمناء
تم تعيين رئيس مجلس إدارة وأربع أعضاء على أن تكون مدة عضوية المجلس أربع سنوات متتالية كما تم تعيين ثلاثة في وقت لاحق لمدة ثلاث سنوات متتالية.

## الموقع والحرم الجامعي
يقع مقر بوليتكنك البحرين في مدينة عيسى أي ما يقرب من 14 كيلومتر إلى الجنوب الغربي من وسط المنامة. الحرم الجامعي حاليا هو مشترك بين بوليتكنك البحرين وجامعة البحرين (كلية الهندسة وكلية العلوم التطبيقية). هناك خطط أن بوليتكنك البحرين ستتولى الحرم الجامعي بأكمله في السنوات المقبلة في حين أن جامعة البحرين ستنتقل بالكامل إلى الصخير حيث يوجد الحرم الجامعي الرئيسي.
بالنسبة لحرم بوليتكنك البحرين الجامعي في مدينة عيسى فإن وزارة الأشغال تقود مشروع الخطة الرئيسية للحرم الجامعي وذلك باستبدال المباني في الحرم الجامعي الحالي مع حرم جامعي حديث. الميزانية المستهدفة لكامل نطاق المشروع بما في ذلك أتعاب الخبراء الاستشاريين ما يقرب من 250 مليون دولار أمريكي (94.5 مليون دينار بحريني).
سعت وزارة الأشغال للاستزادة بمقترحات دولية من شركات استشارية لإجراء خطة تطوير رئيسية لحرم بوليتكنك البحرين ومفهوم التصميم من جميع المرافق. قدم مزايدة المشروع أربع شركات. في نوفمبر 2009 منح مجلس المناقصات المهمة لشركة إيداس الدولية للهندسة المعمارية. أعقب هذا عن طريق التعيين الرسمي للمصمم مع الوزارة بتاريخ 11 يناير عام 2010 وبدء أعمال التصميم بعد ذلك بوقت قصير.
سيتم تطوير الحرم الجامعي الجديد لبوليتكنك البحرين على مراحل. فترة التنمية العمرانية يفترض أن تضم ست مراحل من التطور على ما يقرب من تسع إلى عشر سنوات.

## الفساد
في عام 2012 كتب الصحفي إبراهيم الشيخ في صحيفة أخبار الخليج عن الفساد المستشري في بوليتكنك البحرين من خلال النقاط التالية:
- بسبب استقالة العديد من الأكاديميين تم تحويل بعض الإداريين إلى أكاديميين مع عدم وجود أي خبرة أكاديمية.
- رئيسة قسم إدارة الجودة نيوزيلندية حاملة لشهادة الثانوية العامة فقط.
- التوظيف يتم على أساس عائلي وقبيلي.
- تغيير الهيكل التنظيمي أكثر من أربع مرات خلال أقل من 3 أشهر من دون موافقة ديوان الخدمة المدنية.
- بذخ في صرف مبالغ خيالية على حفلات خارج نطاق عمل المعهد مثل حفل عيد ميلاد مديرة الإبداع والتطوير المستقيلة.[3]

## وصلات خارجية
- بوليتكنك البحرين